# Leo Funtek
Pour les articles homonymes, voir Funtek.
Leo Funtek (né à Laibach, Duché de Carniole le 21 août 1885 — décédé à Helsinki le 13 janvier 1965) est un violoniste, chef d'orchestre et orchestrateur yougoslave et slovène. Il est surtout connu comme professeur de musique  et pour son orchestration en 1922 de la suite de piano les Tableaux d'une exposition de Modeste Moussorgski.

## Biographie
Funtek est né à Laibach, Duché de Carniole. Il a reçu son éducation musicale au Conservatoire de Leipzig (aujourd'hui École supérieure de musique et de théâtre Felix Mendelssohn Bartholdy de Leipzig) et à l'Université de Leipzig.
Funtek a passé la majeure partie de sa vie en Finlande. Il a été premier violon à l'Orchestre philharmonique d'Helsinki de 1906 à 1909, puis directeur de l'orchestre de Viipuri de 1909 à 1910. Son poste le plus important a été celui de chef d'orchestre à l'Opéra national de Finlande de 1915 à 1959. Il a aussi été assistant de direction pour l'orchestre de cour de Stockholm de 1916 à 1919.
Funtek a été également un enseignant. Son premier poste de 1911 à 1939 a été à Institut de Musique d'Helsinki (actuellement Académie Sibelius), où il a enseigné le violon, la musique d'ensemble et l'orchestration. Il a ensuite enseigné à l'Académie Sibelius à Helsinki, où il a été professeur de violon de 1939 à 1955, et où il a eu également une classe de direction d'orchestre de 1950 à 1955. Parmi les étudiants de Funtek, on trouve Jorma Panula, qui est devenu par la suite professeur de direction d'orchestre, ainsi que Helvi Leiviskä (1902–1982) et Heidi Sundblad-Halme (1903–1973), deux éminentes compositrices finlandaises et le compositeur Usko Meriläinen.
Comme orchestrateur, Funtek est surtout connu pour son arrangement des Tableaux d'une exposition, qu'il a publié en juillet 1922, quelques mois avant l'orchestration de Maurice Ravel, dont Funtek n'avait pas été informé. L'orchestration de Ravel a été jouée pour la première fois le 19 octobre 1922, et est maintenant de loin la plus jouée des nombreuses orchestrations qui ont été faites par la suite. Par rapport aux autres orchestrations, celle de Funtek est la plus proche de la  version originale pour piano de Moussorgski.
Comme chef d'orchestre il brillait dans les symphonies d'Anton Bruckner sur la musique duquel il a écrit quelques études. En 1920 pourtant, Jean Sibelius, assistant à un de ses concerts où il donnait de Bruckner la 5e symphonie que l'auteur de Finlandia appréciait particulièrement, se montra peu enthousiaste.
Funtek a épousé la soprano finnoise Ingeborg Liljeblad. Il est décédé à Helsinki.